# Radio Central
Radio Central ist ein Radiosender in der Zentralschweiz und in Teilen der Südostschweiz, mit Sitz in Luzern. Es wird ein abwechslungsreiches Musikprogramm aus den Sparten Pop, Mundart, Country und Schlager gesendet. Neben Radio Central ist auch Central 2 auf DAB+ empfangbar. Auf der Webseite des Radios sind ausserdem diverse Webchannels verfügbar (z. B. Central HipHop oder Central Jazz).

## Geschichte
Der Sender ging am 3. November 1990 das erste Mal, damals noch als Radio Schwyz, von Ibach aus auf Sendung. Er wurde durch die Neue Medien Zentralschweiz Werbe AG (NMZ Werbe AG) vermarktet, wie auch die Radiostationen Sunshine Radio und Radio Eviva. Der Sitz des Senders war lange in Rotkreuz.
Ursprünglich als reines Kantonalradio mit nur fünf Mitarbeitern gestartet, wurde Radio Central mit der Zeit zum grössten privaten Radiosender der Region Zentralschweiz. Gegründet haben den Sender sieben Schwyzer Verleger – darunter Hugo Triner vom Bote der Urschweiz und Peter Grüter vom Ausserschwyzer March Anzeiger als Triebkräfte. Geschäftsführer war Alfons Spirig, der 2016 nach über 25 Jahren zurücktrat.
2012 übernahm Radio Central die Radio Sunshine AG, musste sich aufgrund des Bundesgesetztes über Radio und Fernsehen (RTVG), gemäss dem ein Medienunternehmen nicht mehr als zwei Radiosender besitzen darf, jedoch vom Volksmusikradio Eviva trennen. Ziel der Übernahme von Radio Sunshine war, in medienpolitischer sowie kommerzieller Hinsicht eine erfolgreiche Grundlage für die Zukunft zu schaffen. Durch die Zunahme der Medienkonzentration in der Zentralschweiz war eine Stärkung beider Sender notwendig und diese Zusammenarbeit sollte Synergien in organisatorischer Hinsicht sowie mit Blick auf die Infrastruktur erzielen, wobei auch geplant war, auf beiden Seiten durch natürliche Fluktuation Stellen einzusparen. Der Sender gab die Konzession für Eviva sowie seine Mehrheit daran also zugunsten der Übernahme von Radio Sunshine vorübergehend auf. Eviva war ursprünglich zehn Jahre zuvor (2002) von der Goldbach Media-Gruppe an Radio Central übergegangen. Vier Jahre später (2016) gelangte Radio Eviva allerdings bereits wieder zurück zu ihrem ursprünglichen Besitzer und war erneut Teil von Radio Central.
Am 21. September 2022 wurde der Sender rückwirkend per 1. Januar 2022 von der CH Media als eigenständige Tochtergesellschaft übernommen. Damit zog das Studio Anfang 2025 von Rotkreuz ins Luzerner Maihofquartier um, den Hauptstandort von CH Media. Da die Studiotechnik der Regionalradios in Luzern und Rotkreuz am Ende ihrer Lebenszeit war, wollte man die notwendigen Aufwendungen gebündelt an einem gemeinsamen Standort im Zentralschweizer Kern umsetzen. Die Profile der verschiedenen regionalen Radios bleiben jedoch eigenständig und es soll auch in Zukunft ein passend auf die jeweiligen Hörer zugeschnittenes Programm mit spür- bzw. hörbarem regionalem Charakter produziert werden. Seit dem 25. März 2025 sind das Studio und der Sitz somit in Luzern. Dort bildet Radio Central (aus wirtschaftlichen Gründen) zusammen mit Radio Pilatus, Sunshine Radio und Radio Eviva einen neuen Standort für die Radiosender der CH Media. Aus dem Zusammenspiel dieser vier Parteien sowie Tele1 soll ausserdem ein aktuell gestalteter, trimedialer Newsroom entstehen. CH Media verspricht sich durch die Übernahme den Ausbau ihres Radio-Portfolios und die Stärkung ihrer Position in der Region Zentralschweiz. Die Mitarbeitenden wurden übernommen. 2025 umfasst das Team des Senders rund 40 Personen.

## Sendegebiet
Das Sendegebiet von Radio Central beinhaltet die gesamte Zentralschweiz mit den Kantonen LU, SZ, ZG, UR, OW, NW. Zudem sendet Central 2 in den Regionen des oberen Zürichsees, Teilen des Zürcher Oberlands, dem linken und rechten Zürichseeufer sowie dem Linthgebiet und dem Kanton Glarus.
Empfang
Ursprünglich hatte Radio Central 1990 vier Sendetürme, aufgrund des wachsenden Sendegebiets, dessen Versorgung technisch herausfordernd war, kamen zur Verbesserung der Abdeckung später weitere Sendeanlagen in Glarus, dem Kanton Luzern und in Realp hinzu.
Ab 2009 gab es ergänzend eine Station in Willisau auf 94,8 MHz und die Luzerner Frequenz 100,1 MHz wurde erweitert, wodurch Radio Central sein Sendegebiet ausdehnen konnte. Ins Auge gefasst wurden auch die Standorte Wolhusen und Engelberg.
Central (regionale Nachrichten aus der Zentralschweiz) und Central 2 (regionale Nachrichten für und von Ausserschwyz, Zürichsee, Linthgebiet, Glarus) können über DAB+, übers Internet (auch via App) und bedingt auf UKW gehört werden. Spätestens Ende 2026 wird UKW gemäss Bundesratsbeschluss jedoch abgeschaltet – bis auf Weiteres ist Radio Central über folgende Frequenzen empfangbar:
- Gebiet Schwyz (innerer Teil des Kantons): 102,60, 99,2, 90,50 MHz
- Gebiet Ausserschwyz (äusserer Teil des Kantons): 89,40, 91,10 MHz
- Gebiet Luzern (Luzern Stadt, Entlebuch, Sempach-Sursee): 100,1, 101,80, 90,50 MHz
- Gebiet Uri: 103,00, 101,80, 102,60, 102,20, 97,70 MHz
- Gebiet Ob-/Nidwalden: 101,80, 99,0, 90,50 MHz
- Gebiet Zug: 102,60, 90,50, 99,20 MHz
- Gebiet oberer Zürichsee, Rapperswil-Jona, Linthebene, Walensee: 89,40, 91,10 MHz
- Gebiet Konaueramt / Zürich-Affoltern: 99,2 MHz

In der Region Glarus lässt sich Radio Central seit Anfang 2025 auf UKW grösstenteils nicht mehr empfangen – trotzdem wird aber weiterhin auch Programminhalt für das Glarnerland gesendet. Dies insbesondere über Radio Central 2, der sich vor allem auf Information, Beiträge und Reportagen für die Gebiete Glarus, Obersee, Zürich Oberland, Rapperswil-Jona und Ausserschwyz konzentriert.
Reichweite
2013 verzeichnete Radio Central rund 200'000 Hörer pro Tag und gehörte zu den sechs stärksten Radiostationen im privaten Sektor.
In der zweiten Hälfte 2024 erreichte der Sender täglich 175'000 Hörer, die sich am Tag durchschnittlich mehr als 70 Minuten ihrem Programm widmeten. Aufgrund dieser Hördauer erzielte Radio Central den höchsten Marktanteil im Bereich der Schweizer Privatradios.

## Programm
Das Programm orientiert sich daran, die Hörer durch eigens produzierte Regionalinformationsangebote umfassend und stetig über aktuelle Geschehnisse sowie Themen aus dem Konzessionsgebiet zu bedienen und dabei die Verbindung zum lokalregionalen Alltag herzustellen. Bei entsprechender Relevanz werden auch überregionale oder internationale Ereignisse berücksichtigt, wobei der Fokus bei Themen aus anderen Regionen oder Ländern darauf liegt, deren lokale Auswirkungen auf die Bevölkerung im Konzessionsgebiet hervorzuheben. Besonders auf die redaktionellen Inhalte wird grosses Gewicht gelegt und um ein möglichst breites Publikum zu erreichen, spielt der Sender zudem ein facettenreiches Musikangebot. Schwerpunkte der regionalen Berichterstattung sind die Sparten Gesellschaft, Sport, Kultur und Politik.

## Weiteres
2009 erreichte Radio Central am Radio Day, einem in der Radioszene relevanten und jährlich stattfindenden Anlass, den zweiten Platz in der Kategorie "Radio des Jahres". Dies aufgrund des im Zeitraum 1998–2008 erzielten Hörerzuwachses von 44 %.
Schon früh, sobald die Nutzung von Smartphones anstieg, kam eine eigene Radio-Central-App hinzu. 2013 wurde in kleinen Schritten Central TV lanciert (den Start machte die Übertragung von Schwingfesten, da Central an diesen Veranstaltungen sowieso schon vor Ort war).
2024 hingen Dani von Euw und Gründer Alfons Spirig – das langjährige Schwing-Reporter-Duo – ihre gemeinsame Karriere nach über 20 Jahren und mehr als 400 Schwingfesten an den Nagel. Die Suche nach gebührenden Nachfolgern geschah eher ungewöhnlich in Form eines Castings. Die Bewerber wurden von Spirig gebrieft und hatten anschliessend die Aufgabe, einen simulierten Live-Gang zu kommentieren. Die Ausschnitte des Castings waren in den Wochen darauf regelmässig als Teil des Radioprogramms zu hören, wodurch den Hörern die Möglichkeit gegeben wurde, jene Reporter zu wählen, die ihnen besonders sympathisch und fachkundig erschienen. Die Entscheidung fiel schlussendlich durch je 50 % Gewichtung der Publikums-Wahl sowie des zusätzlichen Urteils einer Jury aus Experten.